# Kastnerův proces

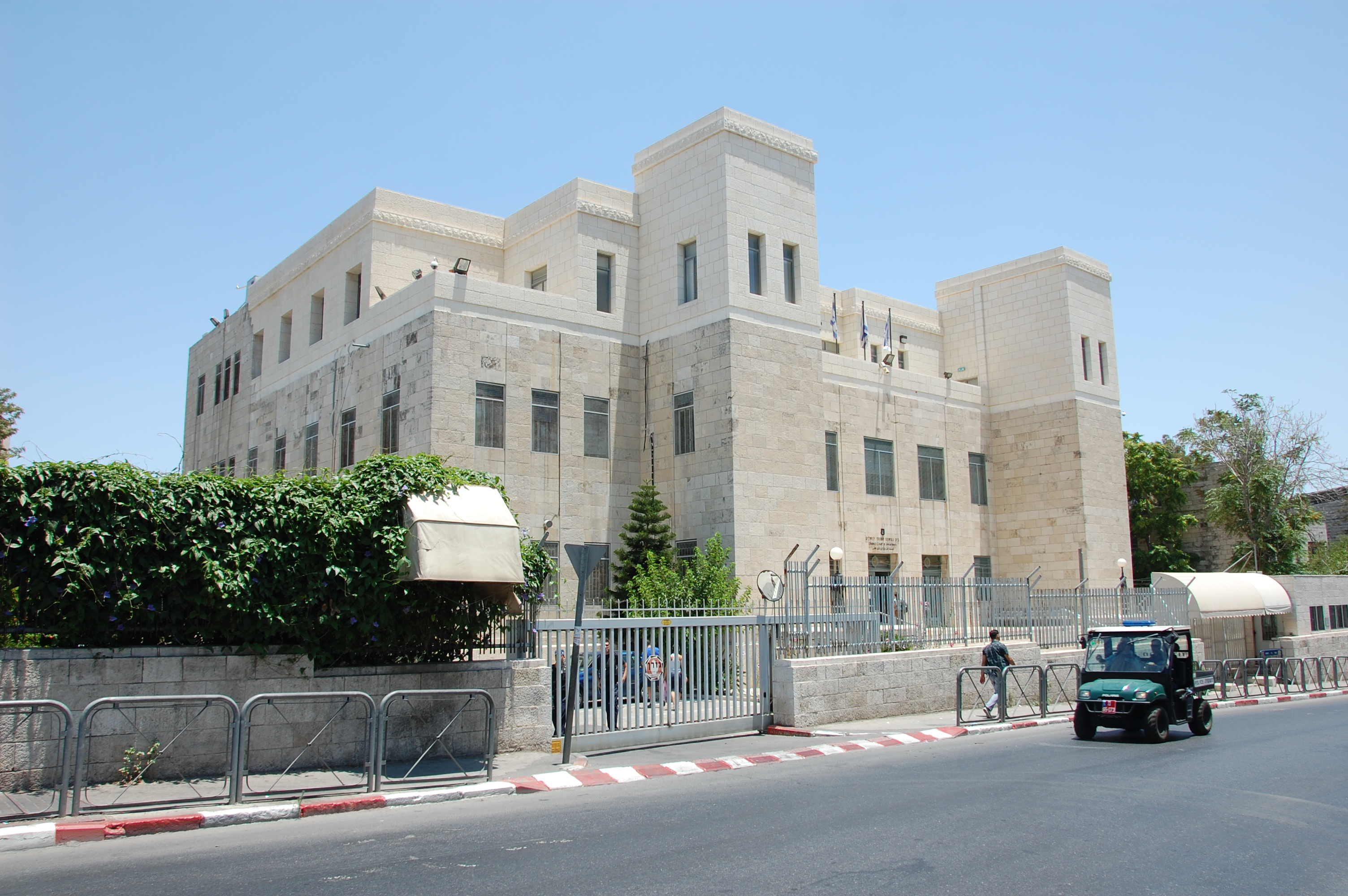
Budova jeruzalémského distriktního soudu, kde se Kastnerův proces konal

Jako Kastnerův proces se označuje izraelský soudní proces z 50. let 20. století, ve kterém byl novinář Malki'el Gruenwald souzen pro urážku na cti poté, co nařkl Rudolfa Kastnera z kolaborace s nacisty během druhé světové války. Gruenwaldovu právnímu zástupci se však nakonec podařilo proces obrátit vůči Kastnerovi (proto Kastnerův proces). Slyšení probíhala od ledna do října roku 1954 u jeruzalémského distriktního soudu a předsedajícím soudcem byl Binjamin Halevy. Rozsudek byl vynesen 22. června 1955 a soud dal za pravdu Gruenwaldovi, který dostal pouze symbolickou pokutu. Kastner však podle soudu jednáním s nacisty mimo jiné „zaprodal svoji duši ďáblu“ a byl nepřímo vinen smrtí maďarských Židů. Generální prokurátor se proti rozsudku odvolal k Nejvyššímu soudu, který rozhodnutí soudu nižší instance v lednu 1958 zrušil.

## Proces

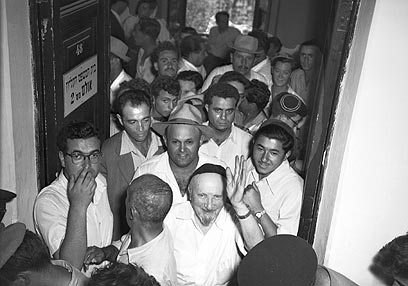
Gruenwald (v popředí uprostřed) po odchodu ze soudní síně během procesu

Obžalovaný, Malki'el Gruenwald (1881–1958), hoteliér a amatérský novinář, který přišel o 52 příbuzných ve vyhlazovacím táboře Auschwitz-Birkenau, obvinil Rudolfa Kastnera (1906–1957), maďarského právníka, novináře a toho času izraelského státního úředníka, z kolaborace s nacisty během holocaustu. Kastnerovi se ještě za války v Budapešti podařilo jménem Pomocného a záchranného výboru domluvit s Adolfem Eichmannem (1906–1962) bezpečný odchod do Švýcarska (šlo o tzv. Kastnerův vlak) pro téměř 1700 maďarských Židů výměnou za peníze, zlato a diamanty. Gruenwald jej obvinil v srpnu 1952 v pamfletu Dopis přátelům z mizrachi, který vydával vlastním nákladem.

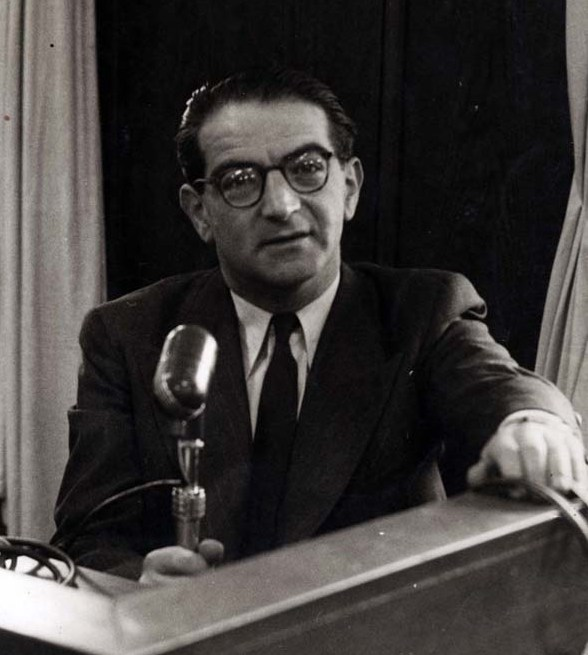
Kastner v 50. letech v rozhlasu Kol Jisra'el

Jelikož byl Kastner vysoce postavený státní úředník, podal generální prokurátor Chajim Kohen na Gruenwalda žalobu pro urážku na cti, které se měl dopustit vůči Kastnerovi. V následném soudním procesu bylo předvoláno 59 svědků, včetně Kastnera. Gruenwalda zastupoval Šmu'el Tamir (1923–1987), bývalý velitel Irgunu, který celý proces obrátil proti Kastnerovi a vládnoucí straně Mapaj, která byla vládnoucí stranou i během druhé světové války, respektive jejím aktivitám s cílem pomoci evropským Židům. Jedna z klíčových otázek byla, zdali Kastner ve skutečnosti kolaboroval s Eichmannem a plukovníkem SS Kurtem Becherem (1909–1995) v rámci svých snah o zajištění bezpečného odchodu 1684 maďarských Židů do Švýcarska v červenci 1944.
Gruenwald a Tamir obvinili Kastnera, že nevaroval maďarské židovstvo, že jejich přesídlování, jak nacisté nazývali židovské deportace, jsou ve skutečnosti deportacemi do plynových komor ve vyhlazovacím táboře Auschwitz-Birkenau v okupovaném Polsku. Tvrdili, že Kastner měl povědomí o plynových komorách přinejmenším od konce dubna 1944, když obdržel kopii Vrbovy a Wentzlerovy zprávy, ale že opomenul varovat židovskou komunitu o skutečné povaze deportací. Podle nich bylo jeho motivem zajištění bezpečného odchodu pro pár vybraných lidí, mezi nimiž byla i jeho rodina a přátelé. Právě nevarováním maďarského židovstva podle nich ve skutečnosti pomohl SS vyhnout se šíření paniky mezi Židy, která by zpomalila deportace. Předsedající soudce Binjamin Halevy rozhodl v Gruenwaldův prospěch a obvinil Kastnera, že „zaprodal svou duši ďáblu“. Kastnerovi bylo po vynesení rozsudku několikrát vyhrožováno smrtí a nakonec na něj byl v březnu 1957 před jeho domem v Tel Avivu spáchán atentát, na jehož následky o dvanáct dní později zemřel. Kastnera postřelil Ze'ev Eckstein, napojený na někdejší příslušníky radikální předstátní organizace Lechi.

## Odvolání
Většina rozhodnutí jeruzalémského distriktního soudu byla zrušena izraelským Nejvyšším soudem v lednu 1958. Pět soudců, ve složení předsedy Jicchaka Olšana, Šimona Agranata, Moše Silberga, Šneura Zalmana Chešina a Davida Gojtejna, potvrdilo odvolání generálního prokurátora proti rozhodnutí, že byl Kastner nepřímo vinen ze smrti maďarských Židů. Soudce Chešin v souvislosti s tím napsal: „Na základě rozsáhlých a rozličných důkazů, které byly během slyšení shromážděny, je snadné popsat Kastnera jako černějšího než je černá barva a vložit mu tak na čelo Kainovo znamení, ale je rovněž možné jej popsat jako čistšího než padlý sníh a vnímat jej jako ‚spravedlivého naší generace‘. Muže, který sám sebe vystavil smrtelnému nebezpečí, aby zachránil ostatní“.
Čtyři soudci, s disentujícím Silbergem, rovněž potvrdili odvolání v otázce kolaborace. Podle Ašera Maoze se Silberg ztotožnil s Halevyho závěry a tvrdil, že Kastner „vědomě a ve zlé víře plnil přání (…) nacistů, čímž jim usnadnil práci na totální zkáze“. Všech pět soudců odmítlo odvolání související s obviněním z nápomoci Kurtu Becherovi uniknout po válce potrestání tím, že mu napsal doporučující dopis.